# Лизалица
Лизалица (енгл. Lollipop) је врста бомбоне од шећера која се састоји од тврде бомбоне која је обливена око врха штапића и намењена је за лизање. Лизалице постоје и многим облицима и укусима.

## Врсте
Лизалице постоје у великом броју укуса и боја, посебно воћних укуса. Због великог броја компанија које производе лизалице, оне се сада могу пронаћи у великом броју укуса и различитих облика. У оптицају су мале које могу бити купљене у огромним количинама те се обично могу узмети бесплатно у банкама, код фризера и на другим местима; до тога да могу да се купе велике у облику штапића од бомбоне.
Неке лизалице имају филове, као што је мекана бомбона или жвакаћа гума. Неке новине код лизалице су да могу да буду чудног облика, као што је облик бувљих ларви израђен од бомбона. Постоје и лизалице које имају нејестиве центре, већ када се излижу у њима могу да се нађу друге ствари као што је батеријска лампа, а све више су у тренду лизалице које у себи имају мотор да би вртеле лизалицу док је у устима.

### Употреба у медицини
Неке лизалице могу бити обогаћене витаминима. Такође се неке могу користити у току дијета, али ипак оне су безукусне. Лизалице са витаминима се дају деци да би она узела своју терапију.
Неке лизалице имају фенталин које брзо делију као анелгетик те се користе у војсци. Ипак ове лизалице се не могу никако направити као анелгетик за децу.

## Историја
Идеја о јестивој бомбони на штапићу је било веома лако открити стога је веома вероватно да се лизалица током година поново осмишњавале и мењане велики број пута. Прва посласичарница која је направила лизалицу које веома личи на ону коју ми данас познајемо настала је у средњем веку када је племство јело прокључан шећер помоћу штапића или без руку.
Изум данашње лизалице је још увек мистерија али многе Америчке компаније почетком 20. века су покушале да усму то признање за осмишљавање. Према књизи „Food For Thought: Extraordinary Little Chronicles of the World”, лизалице је осмислио Џорџ Смит из Њу Хејвена, који је почео да прави велике тврде бомбоне на штапићу 1908. Дао је име „lolly pop” по тркачком коњу, који је био заштитни знак лизалице 1931.
Појам „лизалица” је увео енглески лексикограф Франсис Грос 1796. Реч „лизалица” такође може да се односи на римску посластицу ушећерене јабуке на штапићу. У римском језику она јабука се називала „лоли пфаба”.

## Састојци
Главни састојак лизалица је шећер. Шећер може да постоји у два облика: у облику ланца или прстена. За лизалице се користи прстенаста структура шећера зато што је стабилна. Због своје стабилности се овакав шећер налази у храни али такође и у лизалицама.
Шећер је широко распрострањен састојак те се налази у разној храни коју конзумирамо сваки дан. Разлог употребе шећера је тај што он другачије реагује са различитим састојцима. Када је шећер довољно загрејан долази до распада молекула што му омогућава стварање разних укуса, боја и мириса помоћу других састојака. Шећер у храни може да гради два облика чврстог агрегатног стања: стакласти и кристални облик. Код лизалица се користи стакласта структура као и код манчмелова и карамел бомбона. Ова структура се добија када се високо концетринсан шећер загреје на високим температурама, али исто тако ће загревање довести до скоро потпуног елиминисања влаге. Крајњи производ ће да садржи 1% - 2% влаге. Не кристална природа стакластог шећера је та што се тамо налазе инхибитори. Без ових инхибитора као што је мед или путер, због кристализације, када се шећер охлади он би садржао доста више влаге.
Други главни састоја лизалице је вода. Иако крајњи производ садржи мање од 2% воде, да би се процес кристализације шећера уопште исвршио потребна је вода. Остали састојци се бирају по избору. Инхибитор које се користи зависи од врсте шећера која се користи. Ипак у поређењу са количином шећера који се користи за израду лизалице, количина инхибитор је много мања. Укуси, боја, жваке бомбоне и друго се додаје крајњем производу, они нису саставни елементи главне структуре лизалице.

## Производња
Иако су сами састојци лазалице веома једноставни, сам процес њиховог настанка је у ствари компликован. Први проблем је како добити стакласту структуру. Ипак иза тога како се формира стакласта структура шећера стоји доста хемије и физике. Први корак после мешања главних састојака је загравање. Током загравања састојци преласе у течно агрегатно стање. Ипак иако је за неке тврде бомбоне потребно да се смеша загреје на 310 °C, температура зависи од садржаја мешавине и специфичне запремине. Након што се заврши процес грејања долази до хлађења смеше. Овако расхлађена смеша постаје презасићена јер је укупна количина течности испод 2%. Такође после расхлађивања долази до настанка презасићених течности које настају збој коришћења инхибитора током процеса кристализације која су нестабилна. Током процеса хлађења се појављују најважније физичке и хемијске карактеристике лизалице.